# Castalia (Iowa)
Castalia – miasto w Stanach Zjednoczonych, w stanie Iowa, w hrabstwie Winneshiek. 

## Demografia
Zgodnie ze spisem statystycznym z 2000, miasto liczyło 175 mieszkańców. W 2023 liczba mieszkańców spadła do 139 osób, a gęstość zaludnienia poniżej 74 osób/km².